# Кубок Дружбы социалистических стран (кольцевые автогонки)
Кубок Дружбы социалистических стран по кольцевым автогонкам (в 1990 году «Кубок мира и дружбы») — автомобильные кольцевые автогонки проходившие в европейских странах Социалистического содружества (Болгария, Венгрия, Германская Демократическая Республика, Польша, Румыния, СССР, Чехословакия) в период с 1962 по 1990 год.

## История
Кубок по кольцевым автогонкам был учреждён Союзом моторного спорта Польской народной республики в 1962 году и первоначально проводился только на гоночных автомобилях с открытыми колёсами, по техническим требованиям международной Формулы-3. Гонка 1962 года по сути была матчевой встречей пилотов ПНР и ГДР, а с 1963 года к ним стали присоединяться и автоспортсмены других стран. Советские гонщики начали выступать в данных соревнованиях с 1965 года. С 1973 года кроме «формул» Кубок стал разыгрываться и для участников, выступавших на доработанных серийных легковых машинах. Также автомобильные Кубки Дружбы проводились по картингу (1964—1989), ралли (1967—1989) и автокроссу (1982—1989), попутно существовали мотоциклетные Кубки Дружбы, также по нескольким видам мотоспорта.
Гонки на Кубок проходили ежегодно, в несколько этапов, на гоночных трассах социалистических стран. С 1966 года этапы стали проходить в том числе и в СССР. Советским спортсменам приходилось бороться с сильными соперниками, ведь, часто, в техническом отношении гонщики из той же Чехословакии или ГДР превосходили их, поскольку в этих странах автоспорт имел более давнюю историю, традиции, серьёзную конструкторскую школу и большую возможность в изучении технических новинок мирового автоспорта. Первым из советских пилотов победителем Кубка стал гонщик из Эстонской ССР Мадис Лайв в 1975 году.
Выбирать трассы для советских этапов соревнований на Кубок Дружбы старались на территории тех республик СССР, куда спортсменам из Восточной Европы было бы ближе добираться до мест соревнований. С 1969 по 1977 годы этапы в СССР проводились на трассе «Боровая» под Минском, открытой ещё в 1962 году. Однако к середине 1970-х она перестала отвечать современным требованиям, на ней случилось несколько аварий с летальным исходом, поэтому в период с 1978 по 1983 годы советские этапы перенесли на трассу «Чайка» под Киевом, открытую в 1975 году. Однако после гибели польского гонщика Христиана Гроховского, на этапе 1983 года на «Чайке», трассу для Кубка Дружбы решили вновь сменить. с 1984 по 1990 годы соревнования проходили на трассе Бикерниеки под Ригой, которая в период с 1984 по 1987 годы была для этого модернизирована и являлась одной из лучших в СССР.
В 1990 году вследствие начала распада социалистического содружества, соревнования были несколько переформатированы. Они получили название «Кубок мира и дружбы», к старту стали допускаться и спортсмены из Западной Европы. Однако, изменения не помогли сохраниться турниру, и этот сезон стал для него последним в истории.
В 2016 году была предпринята попытка возрождения соревнования, проведён турнир под названием «Кубок дружбы» с двумя этапами: в России и Латвии. К старту допускались только гоночные машины советского производства, а техтребования были близки к тем, что применялись в оригинальном Кубке Дружбы социалистических стран. На старт вышло более пятидесяти пилотов из России, Украины, Латвии, Эстонии, Литвы, Германии.

## Автомобили

### Формулы
Первоначально в Кубке Дружбы принимали участие гоночные автомобили с открытыми колёсами класса «Юниор» с двигателями рабочим объёмом от 1000 до 1300 см³. С 1965 по 1970 годы стали допускаться к участию машины, соответствующие международной Формуле-3, с ограничением объёма до 1000 см³. В 1971 году разрешённый объём двигателей повысили до 1600 см³, в соответствии с новым техрегламентом международной Формулы-3, а также, чтобы у спортсменов была возможность использовать двигатели от серийных легковых моделей производства социалистических стран. Но уже с 1972 года был введён класс Формула Восток (продержавшийся до окончания 1988 года) с ограничением рабочего объёма в 1300 см³. Спортсменам разрешалось использовать только силовые агрегаты производства стран соцлагеря от серийных легковых автомобилей, с запретом на глубокую форсировку двигателей, разрешалось лишь улучшать характеристики путём тщательного подбора серийных запчастей и различных регулировок. Советские формулы были представлены в основном машинами «Эстония». В формульном зачёте со второй половины 1970-х и в течение всех 1980-х подавляющее большинство участников выступало на гоночных машинах, оснащённых двигателями ВАЗ, с ними были завоёваны все итоговые победы в личном зачёте турниров с 1975 по 1990 год. Последние четыре розыгрыша Кубка Дружбы завершились победами советских спортсменов на различных версиях «Эстонии» 21: Тоомаса Напы в 1987-м, Виктора Козанкова в 1988 и 1989 годах, а также Александра Потехина в финальном, 1990-м, когда заезды единственный раз проходили с участием формулистов из Западной Европы. Также последние два розыгрыша отличались тем, что в них стартовали формулы соответствующие требованиям 1600-кубового класса Мондиаль.

### Кузовные машины
С 1973 года к формульному классу прибавились и серийные легковые автомобили, также с ограничением объёма до 1600 см³. Среди советских моделей это были Москвич-412 и различные версии «Жигулей». В 1976 году рабочий объём двигателей в турнире ограничили 1300 см³, что автоматически выключило из числа доступных моделей «Москвичи», ВАЗ-2103 и ВАЗ-2106, в то же время это повышало конкурентоспособность для румынских Dacia 1300, югославских «Застава 101» и восточно-германских Wartburg 353, объём двигателей у которых не превышал 1300 см³. Основным автомобилем советской сборной стал ВАЗ-21011. В следующем году Валерионас Вайшвила стал первым советским призёром Кубка Дружбы в «кузовах» (бронзовым). В 1978-м ему первому из пилотов СССР удалось победить на этапе в кузовном классе, а Виталий Богатырёв стал вице-чемпионом турнира (этот успех тольяттинец повторял и в два последующих сезона), сборная СССР впервые выиграла в командном зачёте кузовного класса. В 1979 году после обновления технического регламента больше не допускались на старт спортивные автомобили, такие как Škoda 130 RS, и большая часть спортсменов-лидеров турнира стала отдавать предпочтение советскому ВАЗ-21011. В частности, на них выступала вся шестёрка пилотов абсолюта, включая победителя, чеха Властимила Томашека, других спортсменов ЧССР, СССР, ГДР. В этом сезоне впервые все пять зачётных этапов кубка были выиграны на «Жигулях».
В 1980-х автогонщики-кольцевики из стран Восточного блока продолжили активно использовать вазовские машины в Кубке Дружбы социалистических стран, где «Лады» оставались самыми популярными на стартовой решётке в течение всего десятилетия. В период с 1980 по 1989 год на тольяттинских машинах было достигнуто в турнире: восемь общих побед по итогам года из десяти, двадцать четыре общих призовых места из тридцати. Из полусотни проведённых этапов сорок один был выигран на ВАЗах. В сезонах 1982, 1984, 1985 и 1987 годов победы в заездах одерживались исключительно на машинах этой марки. Долгое время самым успешным автомобилем Кубка Дружбы был ВАЗ-21011, на нём обладателями главного трофея становились чехи Мирослав Хержман (в 1980-м) и Властимил Томашек (в 1979, 1982, 1984 и 1985 годах), а также Алексей Григорьев в 1983 году (первый советский гонщик кому удалось выиграть турнир в легковом зачёте, и победить на трёх этапах в одном сезоне). В 1986-м представитель Болгарии Валентин Антов стал третьим в Кубке, и последним, кто смог стать призёром по итогам года на «одиннадцатой модели».
Чуть более тяжёлый, габаритный и дорогой в базовой версии ВАЗ-2105 вышел на кольцевые гоночные трассы СССР в 1981 году, вскоре после своего дебюта. Но члены советской сборной начали постепенный переход на него только с 1984 года (Юрий Серов сразу выиграл один из этапов Кубка Дружбы), и завершили его в 1986-м, когда Алексей Григорьев стал серебряным призёром турнира (всего два очка уступив лидеру). А уже в 1987 и 1988 годах весь пьедестал почёта в этом турнире заняли пилоты на «пятёрках», во главе с победителями — Петром Болдом (ЧССР) и Алексеем Григорьевым (СССР), соответственно. Переднеприводный ВАЗ-2108 дебютировал в сборной СССР в 1987 году, но основной костяк команды в этом и последующем году продолжал стартовать на ВАЗ-2105. К сезону 1989 «восьмёрку» смогли довести до уровня, когда она стала ехать по гоночной трассе значительно быстрее своих заднеприводных предшественников. Вазовец Юрий Кацай принёс модели первые победы как на отдельно взятом этапе, так и в общем зачёте Кубка Дружбы. В 1990 году состоялся последний розыгрыш турнира, под новым названием — Кубок мира и дружбы. Он прошёл в четыре этапа, и впервые в нём допускались на старт спортсмены из Западной Европы, а также легковые модели любых производителей (омологированные по Группе А, и с ограничением рабочего объёма в 1300 см³). Тем не менее, большая часть спортсменов приняла участие на автомобилях марки ВАЗ, а итоговым победителем финального турнира стал Йозеф Михль из ЧСФР, выступавший по ходу сезона на заднеприводной Škoda 130 LR и переднеприводной Škoda Favorit.

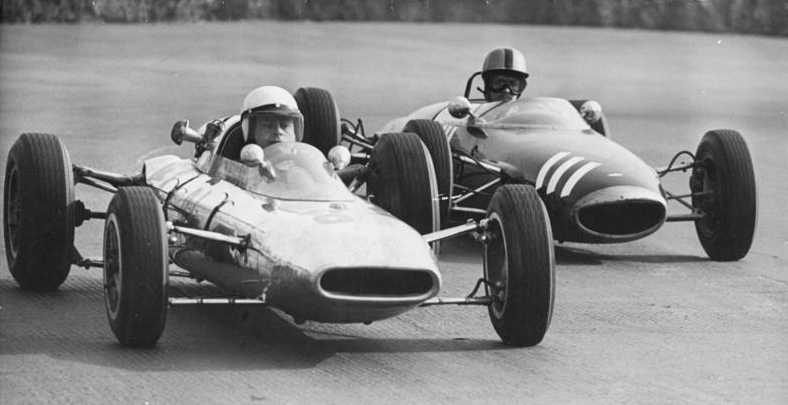
Гоночные автомобили Melkus-Wartburg (ГДР), 1960-е годы.
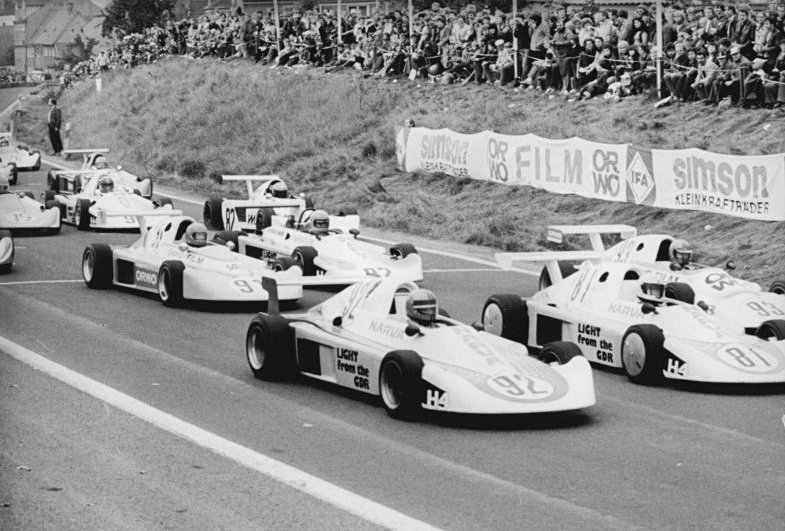
Гоночный SRG MT 77 из ГДР, одна из наиболее успешных моделей формулы Восток[нем.].
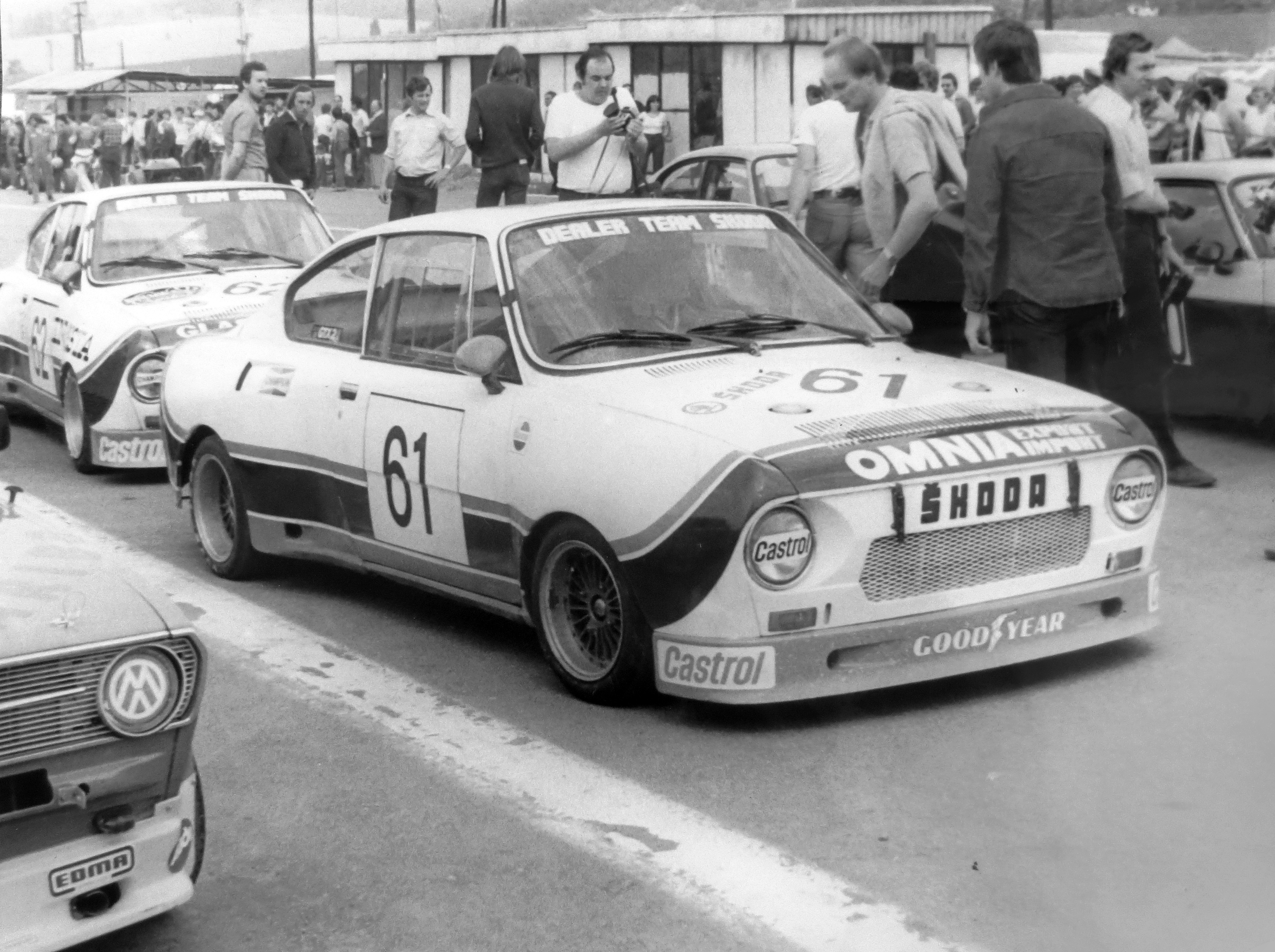
Спортивный автомобиль Škoda 130 RS (версия не для Кубка Дружбы, ЧССР).
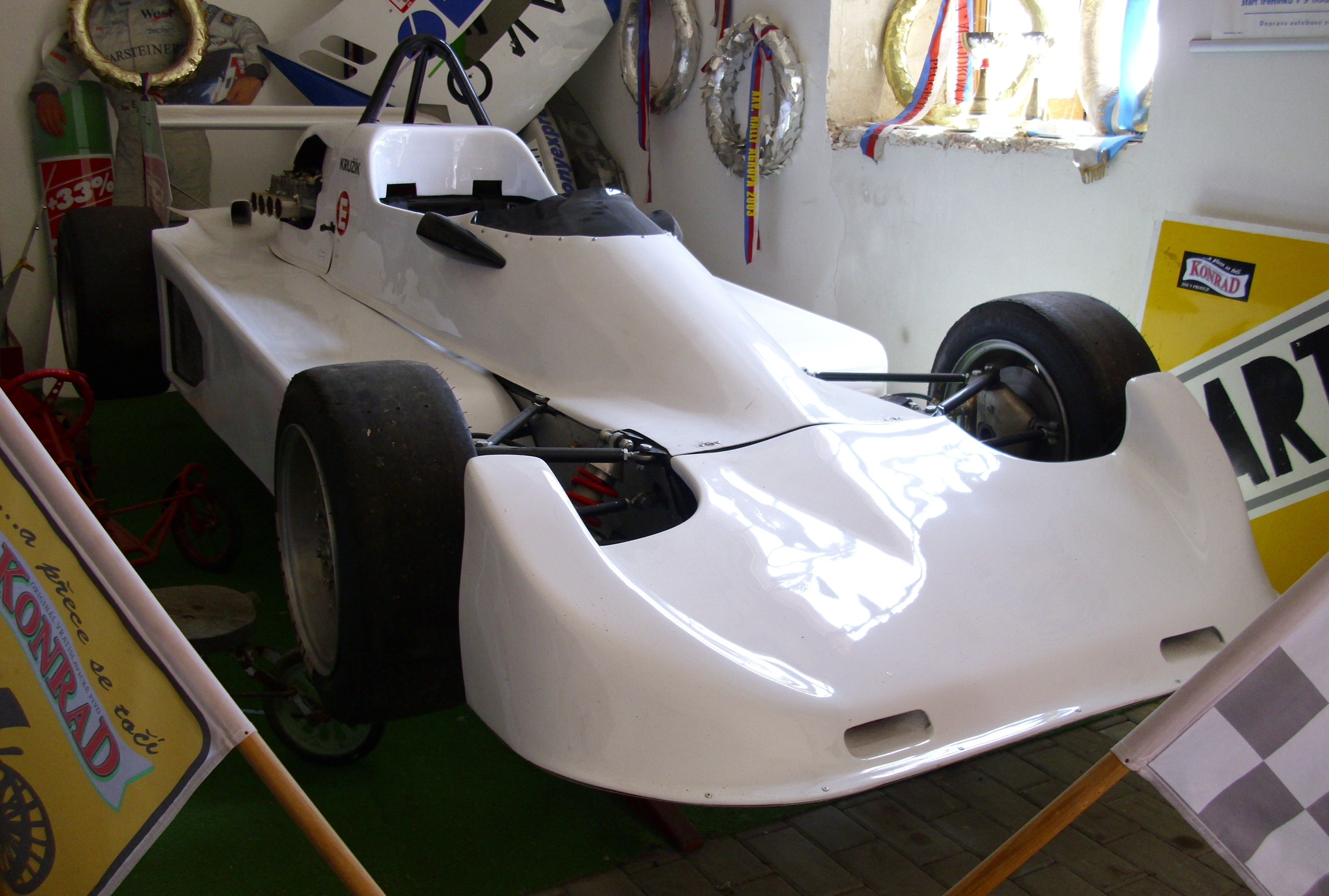
Гоночный автомобиль MTX-1-06 B, 1983 год (ЧССР).
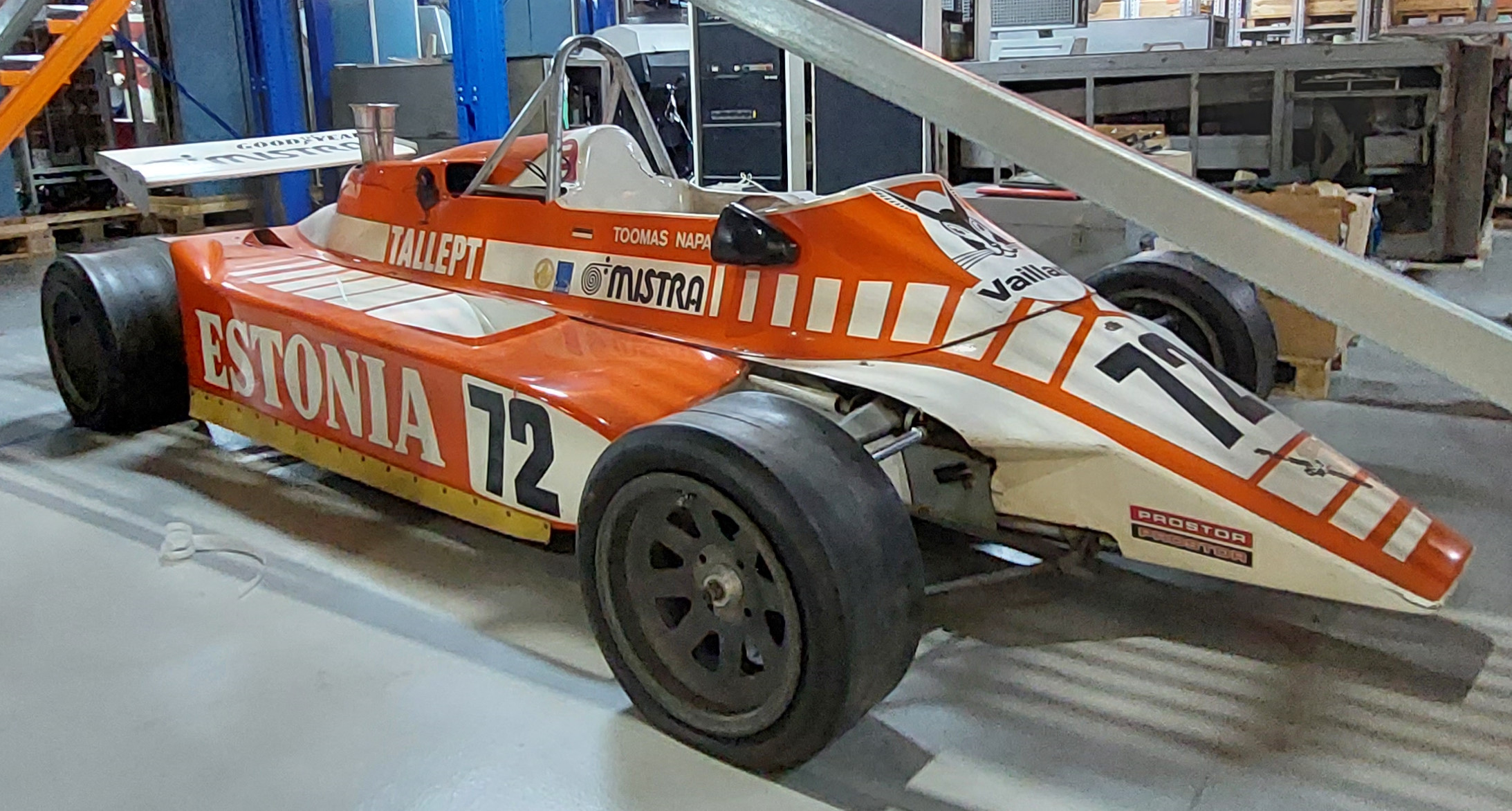
Гоночный автомобиль Эстония-21М (СССР).
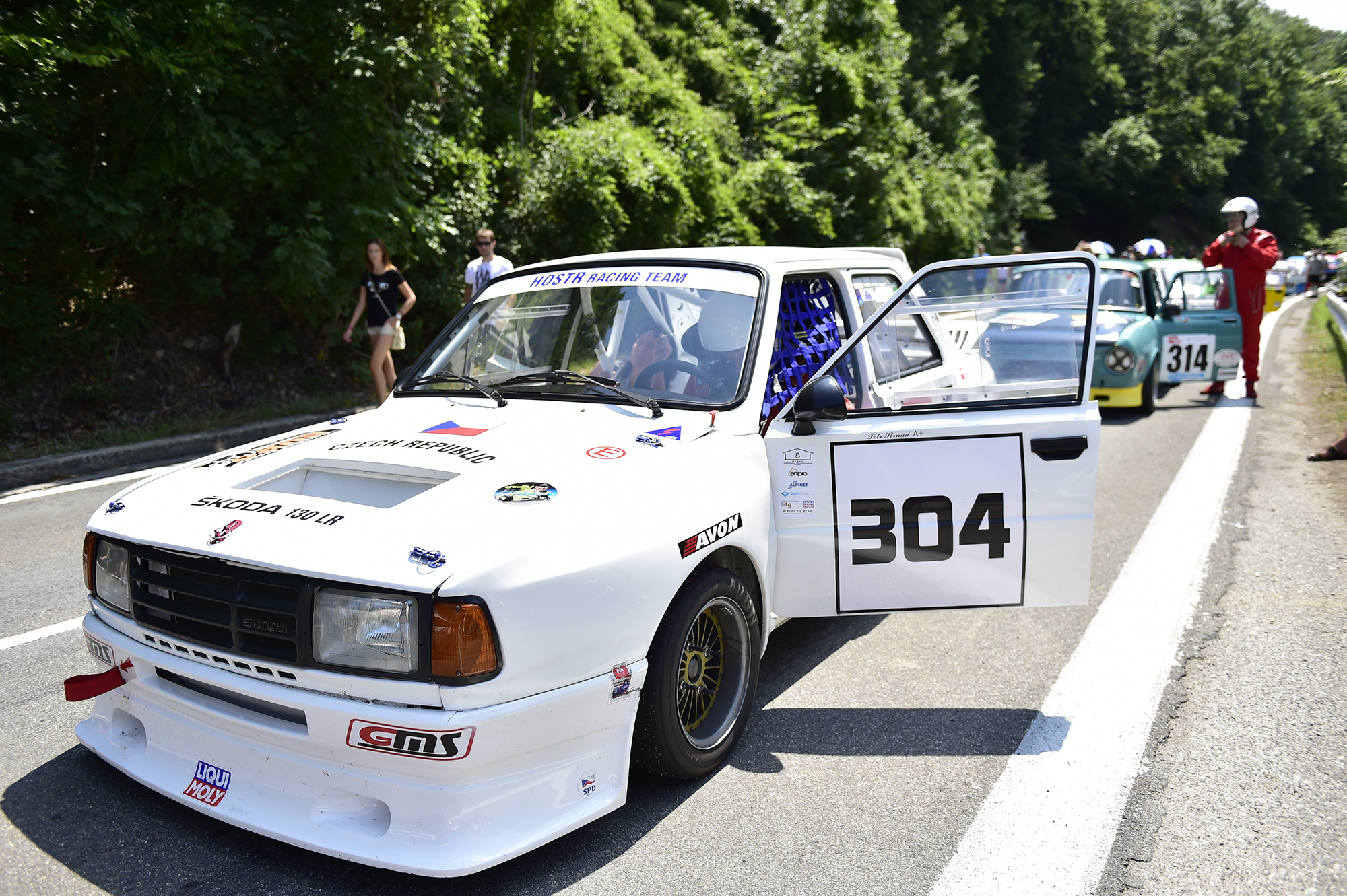
Škoda 130 LR (версия для подъёма на холм, ЧССР).
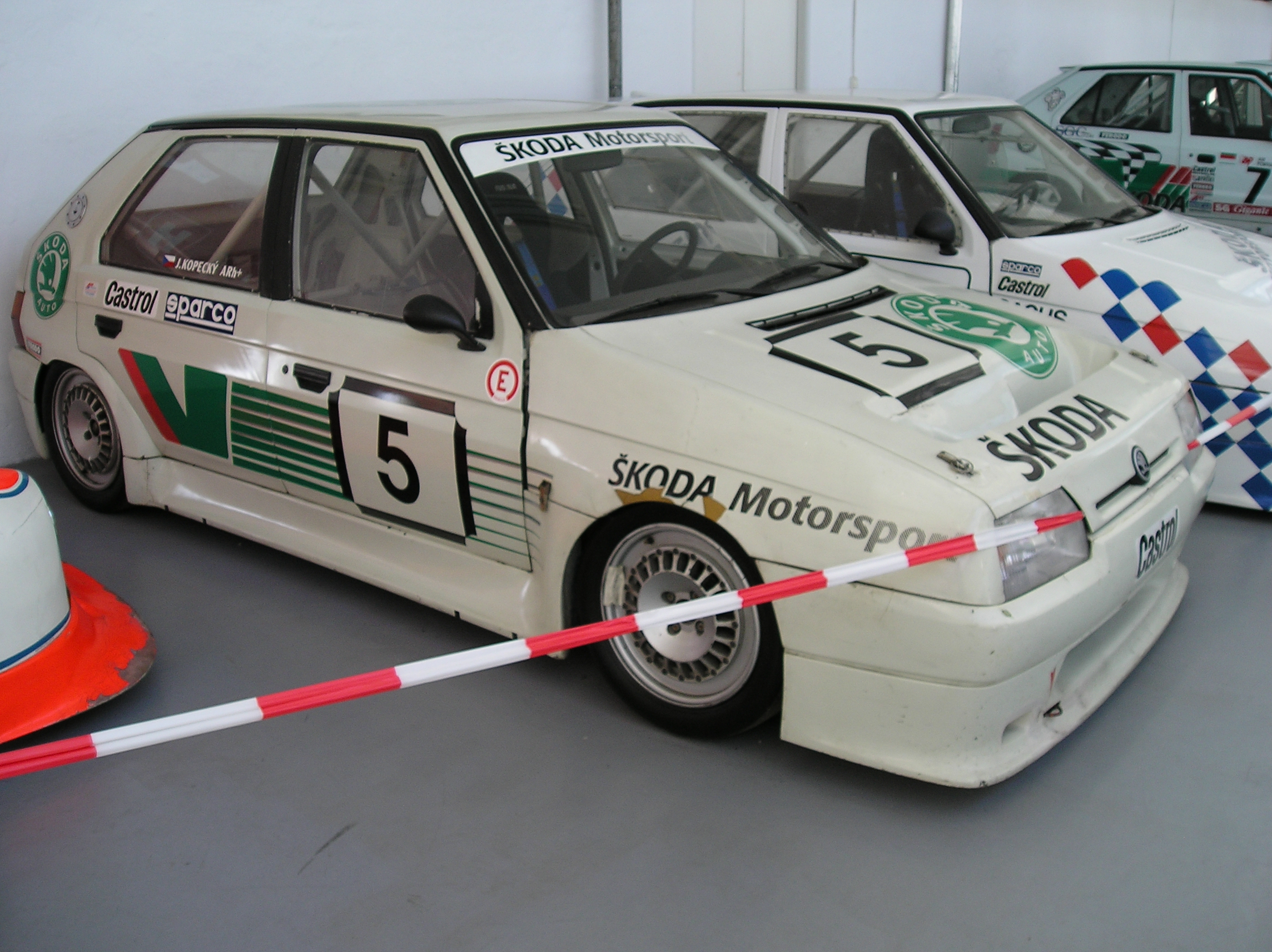
Škoda Favorit для кольцевых гонок (версия не для Кубка Дружбы, ЧССР).

## Статистика соревнований

### Обладатели кубка
|       | Формулы            | Формулы         | Кузовные машины     | Кузовные машины |
| Сезон | Гонщик             | Сборная         | Гонщик              | Сборная         |
| ----- | ------------------ | --------------- | ------------------- | --------------- |
| 1963  | Хайнц Мелькус      | ГДР             | не разыгрывался     | не разыгрывался |
| 1964  | Ежи Янковский      | ПНР             | не разыгрывался     | не разыгрывался |
| 1965  | Хайнц Мелькус      | ГДР             | не разыгрывался     | не разыгрывался |
| 1966  | Хайнц Мелькус      | ГДР             | не разыгрывался     | не разыгрывался |
| 1967  | Хайнц Мелькус      | ГДР             | не разыгрывался     | не разыгрывался |
| 1968  | Мирослав Фоусек    | нет данных      | не разыгрывался     | не разыгрывался |
| 1969  | Владимир Губачек   | ЧССР            | не разыгрывался     | не разыгрывался |
| 1970  | Владислав Ондржейк | ЧССР            | не разыгрывался     | не разыгрывался |
| 1971  | Клаус-Петер Краузе | ГДР             | не разыгрывался     | не разыгрывался |
| 1972  | Хайнц Мелькус      | ЧССР            | не разыгрывался     | не разыгрывался |
| 1973  | Альбин Патлейх     | ГДР             | Анджей Войцеховский | ЧССР            |
| 1974  | Карел Йилек        | ЧССР            | Ярослав Бобек       | ЧССР            |
| 1975  | Мадис Лайв         | ЧССР            | Милан Жид           | ЧССР            |
| 1976  | Иржи Черва         | ЧССР            | Милан Жид           | ЧССР            |
| 1977  | Карел Йилек        | ЧССР            | Олдржих Брунцлик    | ЧССР            |
| 1978  | Улли Мелькус       | ГДР             | Властимил Томашек   | СССР            |
| 1979  | Вацлав Лим         | ЧССР            | Властимил Томашек   | ЧССР            |
| 1980  | Улли Мелькус       | ЧССР            | Мирослав Хержман    | ЧССР            |
| 1981  | Иржи Москаль       | ГДР             | Петр Самохил        | СССР            |
| 1982  | Ян Веселы          | ЧССР            | Властимил Томашек   | ЧССР            |
| 1983  | Улли Мелькус       | ГДР             | Алексей Григорьев   | СССР            |
| 1984  | Улли Мелькус       | ГДР             | Властимил Томашек   | ЧССР            |
| 1985  | Улли Мелькус       | ЧССР            | Властимил Томашек   | ЧССР            |
| 1986  | Вацлав Лим         | ГДР             | Властимил Томашек   | ЧССР            |
| 1987  | Тоомас Напа        | СССР            | Петр Больд          | СССР            |
| 1988  | Виктор Козанков    | СССР            | Алексей Григорьев   | СССР            |
| 1989  | Виктор Козанков    | СССР            | Юрий Кацай          | СССР            |
| 1990  | Александр Потехин  | не разыгрывался | Йозеф Михль         | не разыгрывался |

### Этапы Кубка Дружбы в СССР по годам

#### Тройки призёров в формульных классах
| Этап     | Дата                 | Трасса                            | Подиум                                                                                                   |
| -------- | -------------------- | --------------------------------- | --- |
| 3-й этап | 23 августа 1966 года | Невское кольцо (Ленинград, РСФСР) | 1) Хайнц Мелькус (ГДР) 2) Лонгин Беляк (Польша) 3) Фридер Редляйн (ГДР)                                  |
| 3-й этап | 21 августа 1968 года | Бикерниеки (Рига, Латвийская ССР) | 1) Хайнц Мелькус (ГДР) 2) Ярослав Бобек (Чехословакия) 3) Лонгин Беляк (Польша)                          |
| 2-й этап | 15 июня 1969 года    | Боровая (Минск, Белорусская ССР)  | 1) Владимир Губачек (Чехословакия) 2) Владислав Ондржейик (Чехословакия) 3) Ярослав Бобек (Чехословакия) |
| 2-й этап | 7 июня 1970 года     | Боровая (Минск, Белорусская ССР)  | 1) Владислав Ондржейик (Чехословакия) 2) Юрий Андреев (СССР) 3) Хайнц Мелькус (ГДР)                      |
| 1-й этап | 30 мая 1971 года     | Боровая (Минск, Белорусская ССР)  | 1) Хайнц Мелькус (ГДР) 2) Улли Мелькус (ГДР) 3) Клаус-Петер Краузе (ГДР)                                 |
| 2-й этап | 4 июня 1972 года     | Боровая (Минск, Белорусская ССР)  | 1) Иржи Росицкий (Чехословакия) 2) Карел Йилек (Чехословакия) 3) Вольфганг Кютер (ГДР)                   |
| 3-й этап | 3 июня 1973 года     | Боровая (Минск, Белорусская ССР)  | 1) Вольфганг Кютер (ГДР) 2) Мадис Лайв (СССР) 3) Хайнц Мелькус (ГДР)                                     |
| 1-й этап | 2 июня 1974 года     | Боровая (Минск, Белорусская ССР)  | 1) Карел Йилек (Чехословакия) 2) Улли Мелькус (ГДР) 3) Иржи Шмид (Чехословакия)                          |
| 1-й этап | 1 июня 1975 года     | Боровая (Минск, Белорусская ССР)  | 1) Мадис Лайв (СССР) 2) Владислав Барковский (СССР) 3) Владимир Греков (СССР)                            |
| 1-й этап | 6 июня 1976 года     | Боровая (Минск, Белорусская ССР)  | 1) Мадис Лайв (СССР) 2) Анатолий Альхимович (СССР) 3) Юкк Рейнтам (СССР)                                 |
| 1-й этап | 5 июня 1977 года     | Боровая (Минск, Белорусская ССР)  | 1) Карел Йилек (Чехословакия) 2) Вацлав Лим (Чехословакия) 3) Иржи Черва (Чехословакия)                  |
| 1-й этап | 4 июня 1978 года     | «Чайка» (Киев, Украинская ССР)    | 1) Вольфганг Гюнтер (ГДР) 2) Вацлав Лим (Чехословакия) 3) Владислав Барковский (СССР)                    |
| 1-й этап | 3 июня 1979 года     | «Чайка» (Киев, Украинская ССР)    | 1) Вацлав Лим (Чехословакия) 2) Иржи Черва (Чехословакия) 3) Иржи Москаль (Чехословакия)                 |
| 1-й этап | 31 мая 1980 года     | «Чайка» (Киев, Украинская ССР)    | 1) Вацлав Лим (Чехословакия) 2) Фридер Крамер (ГДР) 3) Улли Мелькус (ГДР)                                |
| 3-й этап | 31 мая 1981 года     | «Чайка» (Киев, Украинская ССР)    | 1) Иржи Москаль (Чехословакия) 2) Тоомас Напа (СССР) 3) Александр Медведченко (СССР)                     |
| 2-й этап | 6 июня 1982 года     | «Чайка» (Киев, Украинская ССР)    | 1) Улли Мелькус (ГДР) 2) Тоомас Напа (СССР) 3) Фридер Крамер (ГДР)                                       |
| 1-й этап | 5 июня 1983 года     | «Чайка» (Киев, Украинская ССР)    | 1) Вацлав Лим (Чехословакия) 2) Бернд Каспер (ГДР) 3) Иржи Черва (Чехословакия)                          |
| 3-й этап | 3 июня 1984 года     | Бикерниеки (Рига, Латвийская ССР) | 1) Улли Мелькус (ГДР) 2) Александр Медведченко (СССР) 3) Иржи Черва (Чехословакия)                       |
| 3-й этап | 19 мая 1985 года     | Бикерниеки (Рига, Латвийская ССР) | 1) Тоомас Напа (СССР) 2) Александр Пономарёв (СССР) 3) Ян Веселы (Чехословакия)                          |
| 4-й этап | 27 июля 1986 года    | Бикерниеки (Рига, Латвийская ССР) | 1) Тоомас Напа (СССР) 2) Тойво Асмер (СССР) 3) Виктор Козанков (СССР)                                    |
| 3-й этап | 10 июля 1988 года    | Бикерниеки (Рига, Латвийская ССР) | 1) Виктор Козанков (СССР) 2) Ян Веселы (Чехословакия) 3) Вацлав Лим (Чехословакия)                       |
| 2-й этап | 23 июня 1989 года    | Бикерниеки (Рига, Латвийская ССР) | 1) Виктор Козанков (СССР) 2) Тойво Асмер (СССР) 3) Александр Потехин (СССР)                              |
| 3-й этап | 22-23 июля 1990 года | Бикерниеки (Рига, Латвийская ССР) | 1) Виктор Козанков (СССР) 2) Ульф Юханссон (Швеция) 3) Александр Потехин (СССР)                          |

## Катастрофы и аварии
- 5 июня 1983 года. На трассе «Чайка» под Киевом, в рамках 1-го этапа Кубка дружбы социалистических стран, произошла авария, в результате которой погиб польский гонщик Христиан Гроховский. На 13-м круге он столкнулся с автомобилем эстонского гонщика Тоомаса Напы. В результате столкновения Гроховский потерял сознание, а его автомобиль загорелся. Польский гонщик получил значительные ожоги и скончался в больнице через два дня после происшествия. В советской прессе того периода было не принято афишировать подобные факты, и поэтому в статье журнала «За рулём» посвящённой гонке хоть и упомянули о данной аварии, но ни слова не сказали о её печальных последствиях[18][19].